# Geografie van Georgië
| \| \|                    |                                                                                           |
| Continent                | Europa en Azië                                                                            |
| Subregio                 | West-Azië, Kaukasus                                                                       |
| Oppervlakte              | 69.700 km²                                                                                |
| Kustlijn                 | 310 km                                                                                    |
| Landsgrenzen             | 1.814 km                                                                                  |
| Aangrenzende landen      | Rusland 894 km, Turkije 273 km, Armenië 219 km, Azerbeidzjan 428 km,                      |
| Hoogste punt             | Sjchara, 5.201 m                                                                          |
| Laagste punt             | Zwarte Zee, 0 m                                                                           |
| Langste rivier           | Alazani, 390 km                                                                           |
| Klimaat:                 | Gematigd klimaat tot Subtropisch aan de kust van de Zwarte Zee                            |
| Terrein:                 | bergen, valleien                                                                          |
| Natuurlijke grondstoffen | bossen, hydroenergie, mangaan, ijzererts, koper, kolen en petroleum; thee en citrusvrucht |
| Natuurrampen             | aardbevingen                                                                              |
| Milieuproblemen          | luchtvervuiling en watervervuiling, bodemverontreiniging door chemicaliën                 |
| Topografische kaart      | Topografisch map van georgië                                                              |
| Map van Georgië          |                                                                                           |

De geografie van Georgië wordt gedomineerd door gebergtes met daartussen verschillende vlaktes, zowel hoogland als laagland. Georgië ligt in de Zuidelijke Kaukasus op het grensvlak van Oost-Europa en West-Azië.

## Geografische kenmerken
De Grote Kaukasus vormt de noordelijk begrenzing van Georgië en heeft bergen tot meer dan 5000 meter boven zeeniveau. In het zuiden van Georgië is de Kleine Kaukasus een complex van verschillende gebergtes, waaronder de de dominante Mescheti- en Trialetigebergtes, en hoogvlaktes met oude vulkaankegels in het grensgebied met Armenië. Dit gebied is onderdeel van het Armeens Hoogland.
Het Lichigebergte is een noord-zuid-verbinding tussen de Grote- en Kleine Kaukasus en verdeelt het land in west- en oost-Georgië. Het is tevens de waterscheiding tussen de stroomgebieden naar de Zwarte Zee in het westen en de Kaspische Zee in het oosten. Georgië kent twee belangrijke stroomgebieden, die van de Mtkvari (Koera) in het oosten van het land, met belangrijke zijtakken Alazani, Aragvi, Iori en Chrami. In het westen is de Rioni het dominante stroomgebied, met de belangrijkste zijtakken Kvirila en Tschenistskali.

## Locatie
Georgië is gesitueerd in de bergachtige Zuidelijke Kaukasus, een Euraziatische regio tussen de Zwarte Zee en de Kaspische Zee. Volgens de definitie van Europa van Philip Johan von Strahlenberg in 1730, die gebruikt werd door de Russische tsaren, worden de Oeral in het oosten en de gehele Kaukasus in het zuiden aangeduid als de grens van Europa en Azië.
De nabijheid van Georgië tot Europa, en de combinatie van culturele en historische oriëntatie alsmede politieke factoren, hebben er toe geleid dat Georgië opgenomen werd in Europese structuren. Georgië is lid van Europese organisaties, zoals de Raad van Europa, OVSE en probeert lid te worden van de NAVO en de Europese Unie.

## Grenzen
In het noorden wordt Georgië begrensd door Rusland, in het zuidwesten door Turkije, in het zuidoosten door Armenië, in het oosten door Azerbeidzjan en in het westen door de Zwarte Zee.
De totale lengte van de grens is 2124 km. De totale lengte van de landsgrenzen is 1814 km. Georgië heeft een kustlijn aan de Zwarte Zee van 310 km.
- Landsgrenzen: 1814 km

 Rusland 894 km
 Azerbeidzjan 428 km
 Turkije 273 km
 Armenië 219 km
- Kustlijn: Zwarte Zee: 310 km

## Oppervlak en bevolking
- Oppervlakte: 69.700 km², oftewel iets minder dan België en Nederland samen (72.067 km²)
- Bevolking: 3.7 miljoen inwoners, exclusief Abchazië en Zuid-Ossetië.

Abchazië: circa 250.000 inwoners;
Zuid-Ossetië: circa 57.000;
- Bevolkingsdichtheid: 58 inwoners per km², ter vergelijking: België 384 en Nederland 416 inw/km² (2020).

## Bergtoppen

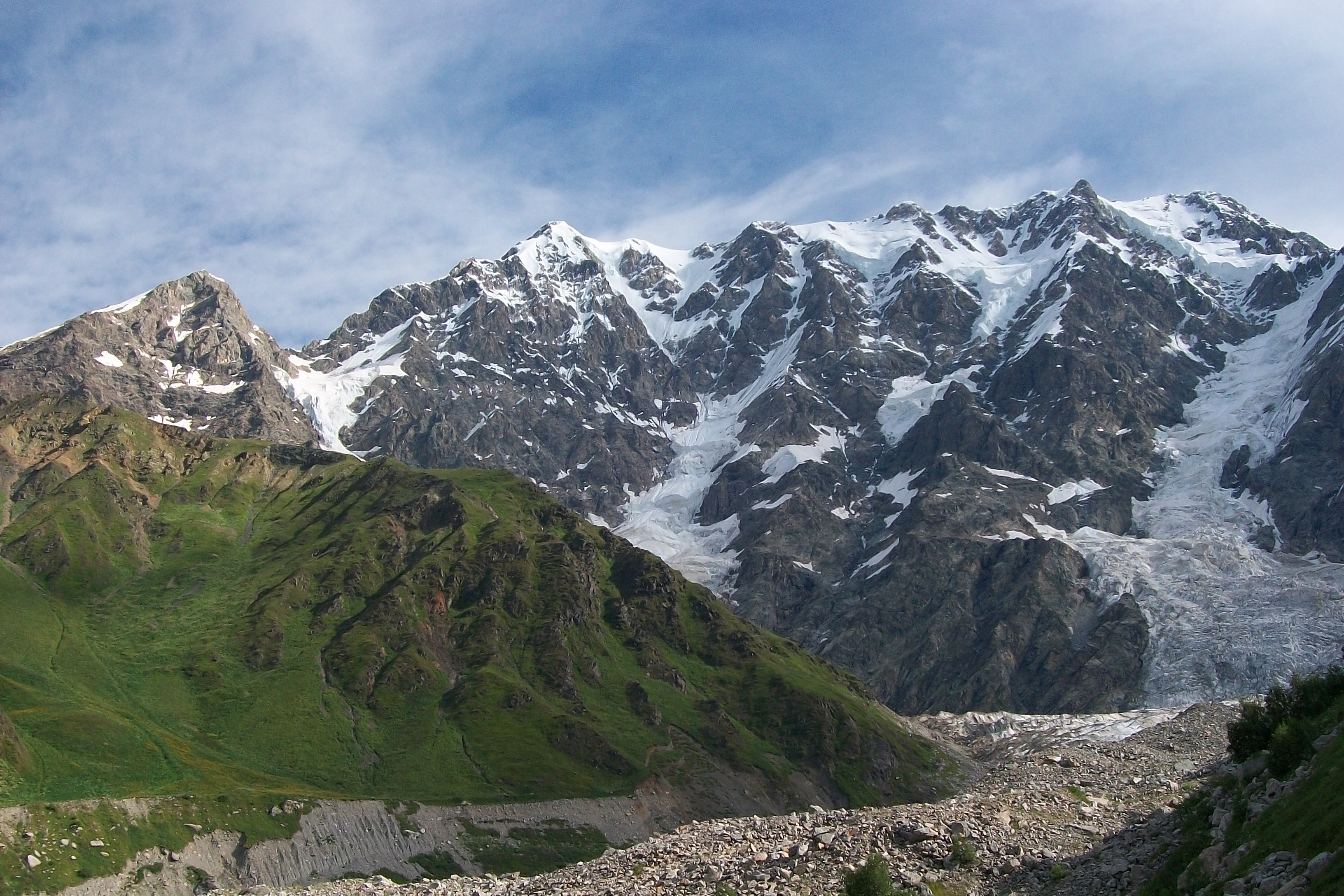
De Sjchara is de hoogste berg van Georgië.

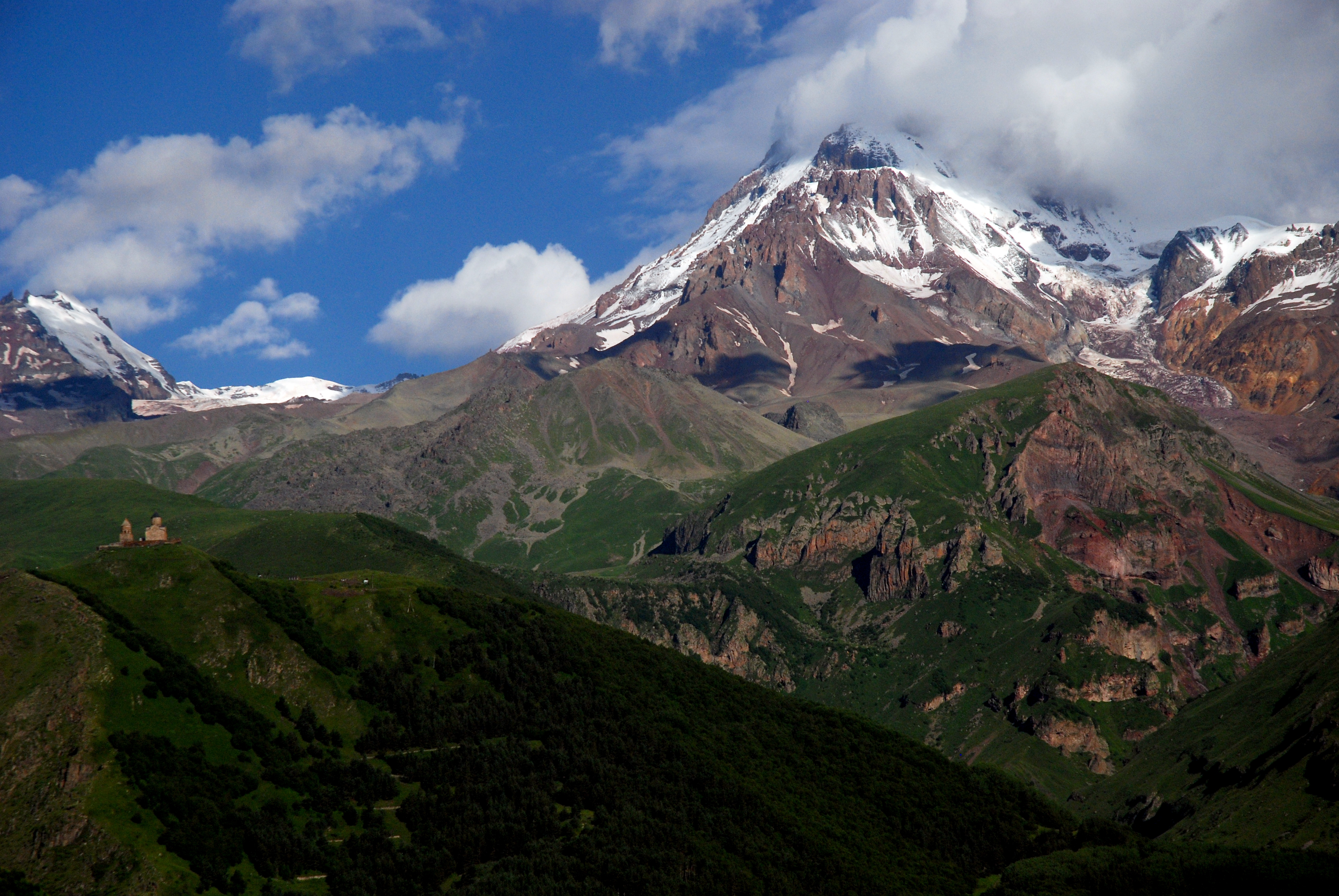
De Kazbek is een populaire bestemming.

De hoogste bergtoppen van Georgië bevinden zich in het westelijk deel van de Grote Kaukasus in de streek Zemo Svanetië (gemeente Mestia).
| Naam             | Top (m) | Gemeente | Regio                               |
| ---------------- | ------- | -------- | ----------------------------------- |
| Sjchara          | 5203    | Mestia   | Samegrelo-Zemo Svaneti              |
| Dzjanga          | 5058    | Mestia   | Samegrelo-Zemo Svaneti              |
| Kazbek           | 5047    | Kazbegi  | Mtscheta-Mtianeti                   |
| Sjota Roestaveli | 4960    | Mestia   | Samegrelo-Zemo Svaneti              |
| Gistola          | 4859    | Mestia   | Samegrelo-Zemo Svaneti              |
| Tetnoeldi        | 4858    | Mestia   | Samegrelo-Zemo Svaneti              |
| Dzjimara         | 4776    | Kazbegi  | Samtsche-Dzjavacheti                |
| Oesjba           | 4710    | Mestia   | Samegrelo-Zemo Svaneti              |
| Tichtengen       | 4618    | Mestia   | Samtsche-Dzjavacheti                |
| Ailama           | 4547    | Lentechi | Ratsja-Letsjchoemi en Kvemo Svaneti |
| Teboelosmta      | 4494    | Achmeta  | Kacheti                             |

## Rivieren
De 20 grootste rivieren in Georgië, zowel qua lengte als stroomgebied (meer dan 1000 km2).

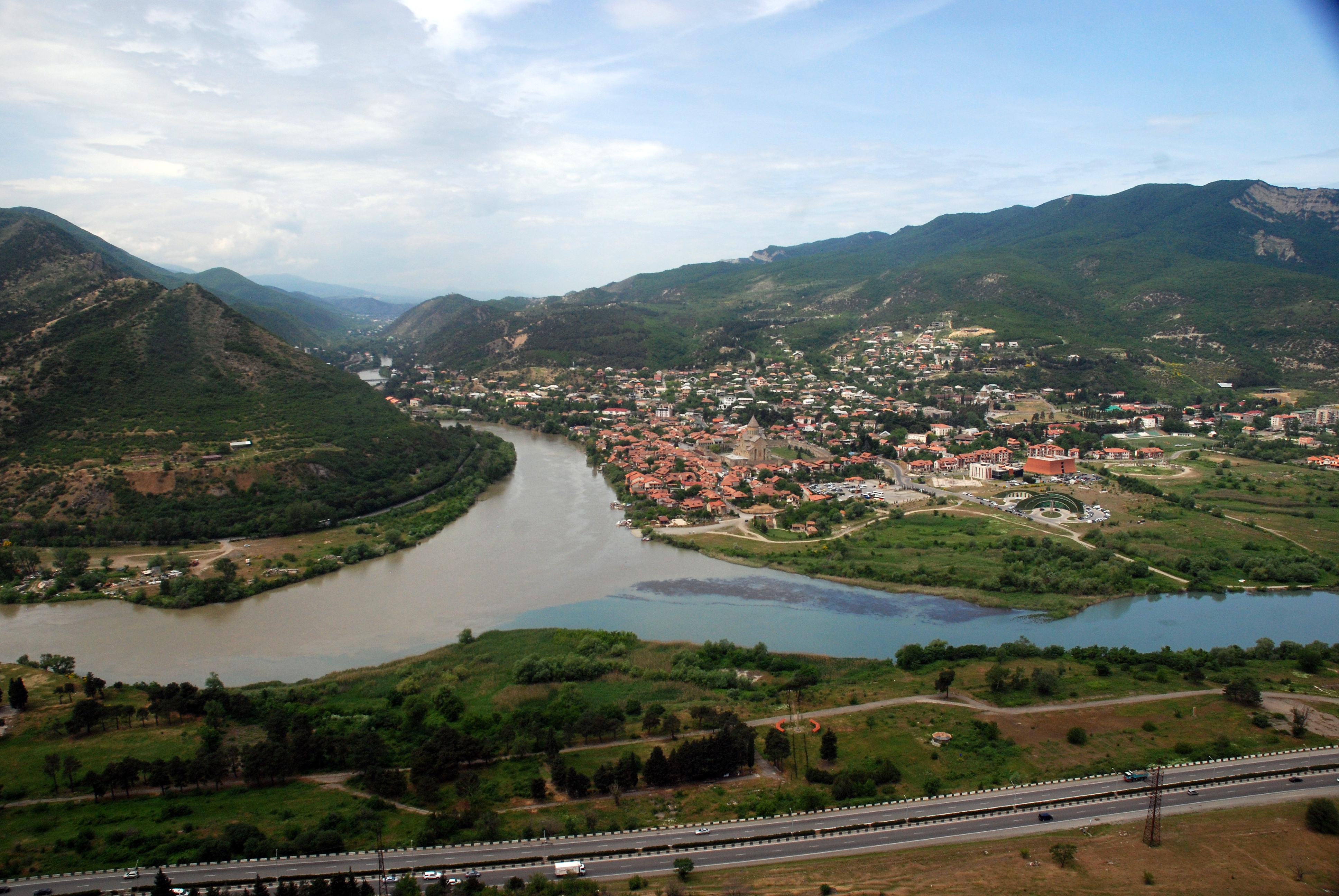
Samenvloeiing van de Aragvi en Mtkvari
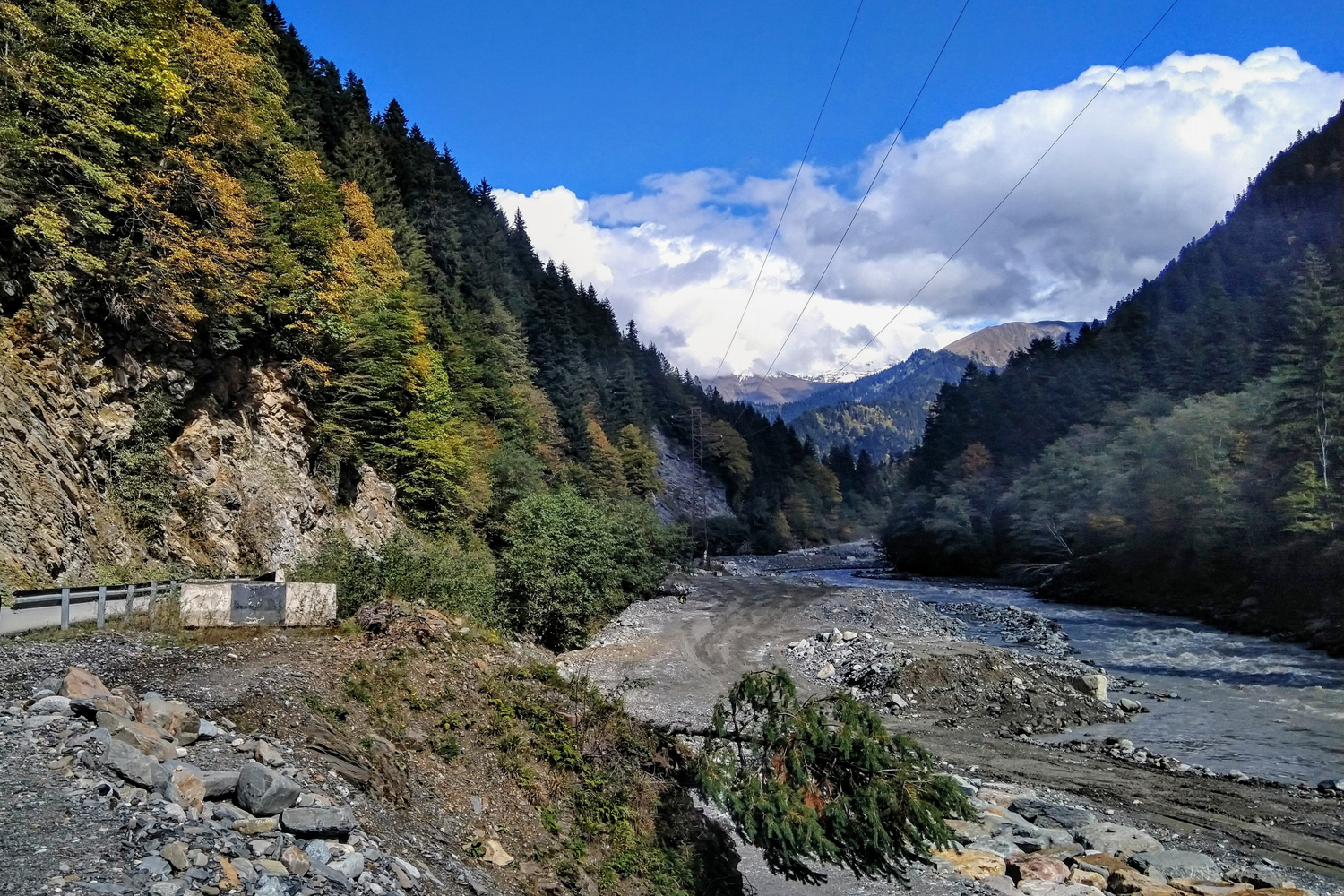
Rioni-kloof in Ratsja
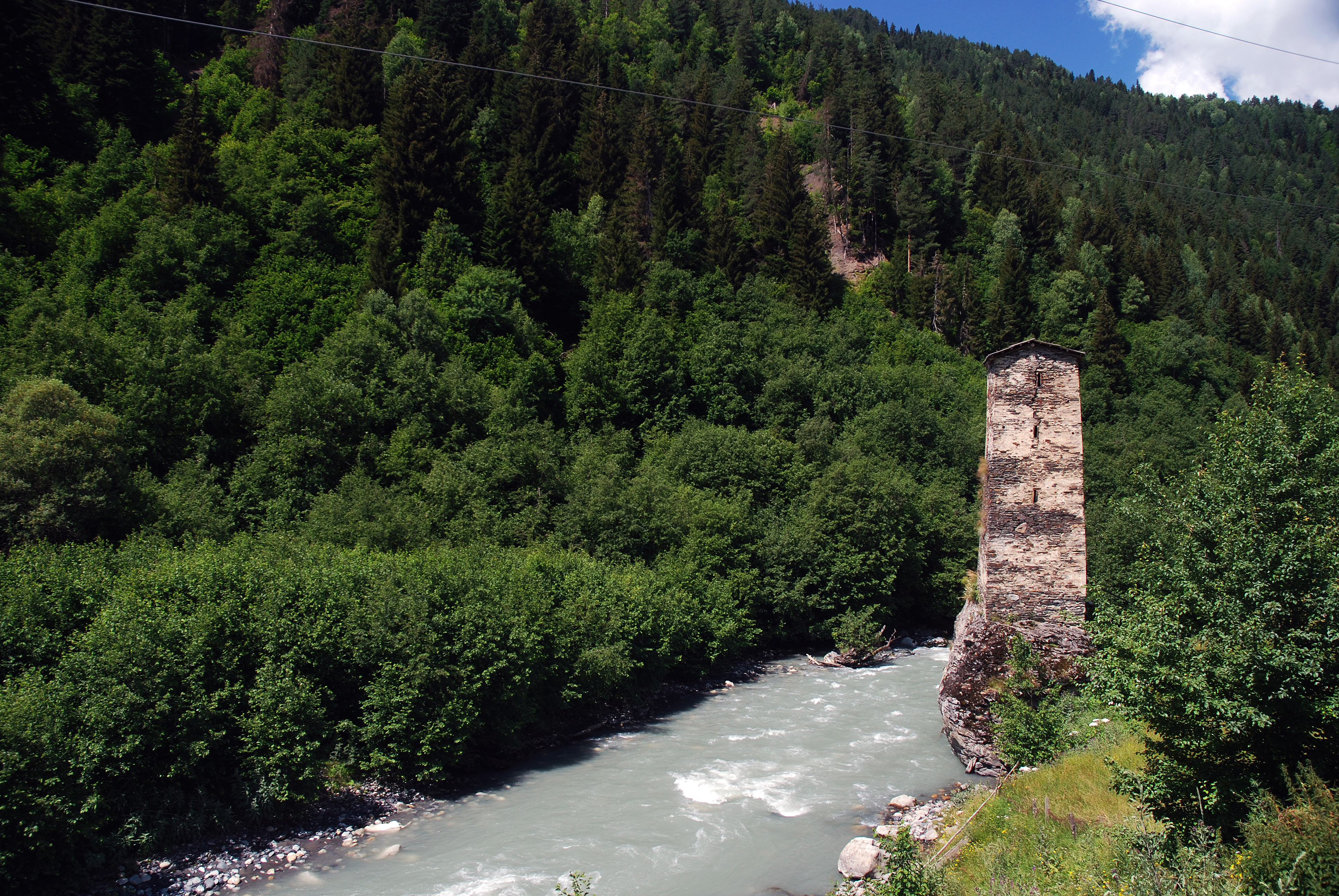
Engoeri tussen Mestia en Oesjgoeli

| Rivier         | Lengte (km) | Lengte (km) | Stroomgebied (km2) | Oorsprong                          | Drainage                            |
| Rivier         | Totaal      | In Georgië  | Stroomgebied (km2) | Oorsprong                          | Drainage                            |
| -------------- | ----------- | ----------- | ------------------ | ---------------------------------- | ----------------------------------- |
| Alazani        | 390         | 362         | 11.800             | Grote Kaukasus (Toesjeti NP)       | Kaspische Zee (via Mtkvari)         |
| Rioni          | 327         | 327         | 13.400             | Grote Kaukasus (Ratsja)            | Zwarte Zee                          |
| Mtkvari        | 1515        | 326         | 188.000            | Oost-Anatolië                      | Kaspische Zee                       |
| Engoeri        | 213         | 213         | 4060               | Grote Kaukasus (Boven-Svanetië)    | Zwarte Zee                          |
| Chrami         | 220         | 201         | 8300               | Kleine Kaukasus (Trialetigebergte) | Kaspische Zee (via Mtkvari)         |
| Tschenistskali | 176         | 176         | 2120               | Grote Kaukasus (Neder-Svanetië)    | Zwarte Zee (via Rioni)              |
| Iori           | 320         | 320         | 4650               | Grote Kaukasus (Ertso-Tianeti)     | Kaspische Zee (via Mtkvari)         |
| Chobi          | 150         | 150         | 1340               | Grote Kaukasus (Neder-Svanetië)    | Zwarte Zee                          |
| Kvirila        | 140         | 140         | 3630               | Grote Kaukasus (Ratsja)            | Zwarte Zee (via Rioni)              |
| Aragvi         | 112         | 112         | 2740               | Grote Kaukasus (Mtioeleti/Psjavi)  | Kaspische Zee (via Mtkvari)         |
| Kodori         | 110         | 110         | 2030               | Grote Kaukasus (Abchazië)          | Zwarte Zee                          |
| Bzyb           | 110         | 110         | 1510               | Grote Kaukasus (Abchazië)          | Zwarte Zee                          |
| Soepsa         | 108         | 108         | 1130               | Kleine Kaukasus (Goeria)           | Zwarte Zee                          |
| Techoeri       | 101         | 101         | 1040               | Grote Kaukasus (Neder-Svanetië)    | Zwarte Zee                          |
| Liachvi        | 98          | 98          | 2440               | Grote Kaukasus (Zuid-Ossetië)      | Kaspische Zee (via Mtkvari)         |
| Adjaristskali  | 90          | 90          | 1540               | Kleine Kaukasus (Adzjarië          | Zwarte Zee (via Tsjorochi)          |
| Dziroela       | 83          | 83          | 1270               | Lichigebergte (Imereti)            | Zwarte Zee (via Kvirila, Rioni)     |
| Paravani       | 74          | 74          | 2350               | Javacheti Hoogland (Paravanimeer)  | Kaspische Zee (via Mtkvari)         |
| Masjavera      | 66          | 66          | 1390               | Kleine Kaukasus (Kvemo Kartli)     | Kaspische Zee (via Chrami, Mtkvari) |
| Tsjorochi      | 438         | 26          | 22.100             | Noordoost-Turkije                  | Zwarte Zee                          |

## Grootste meren

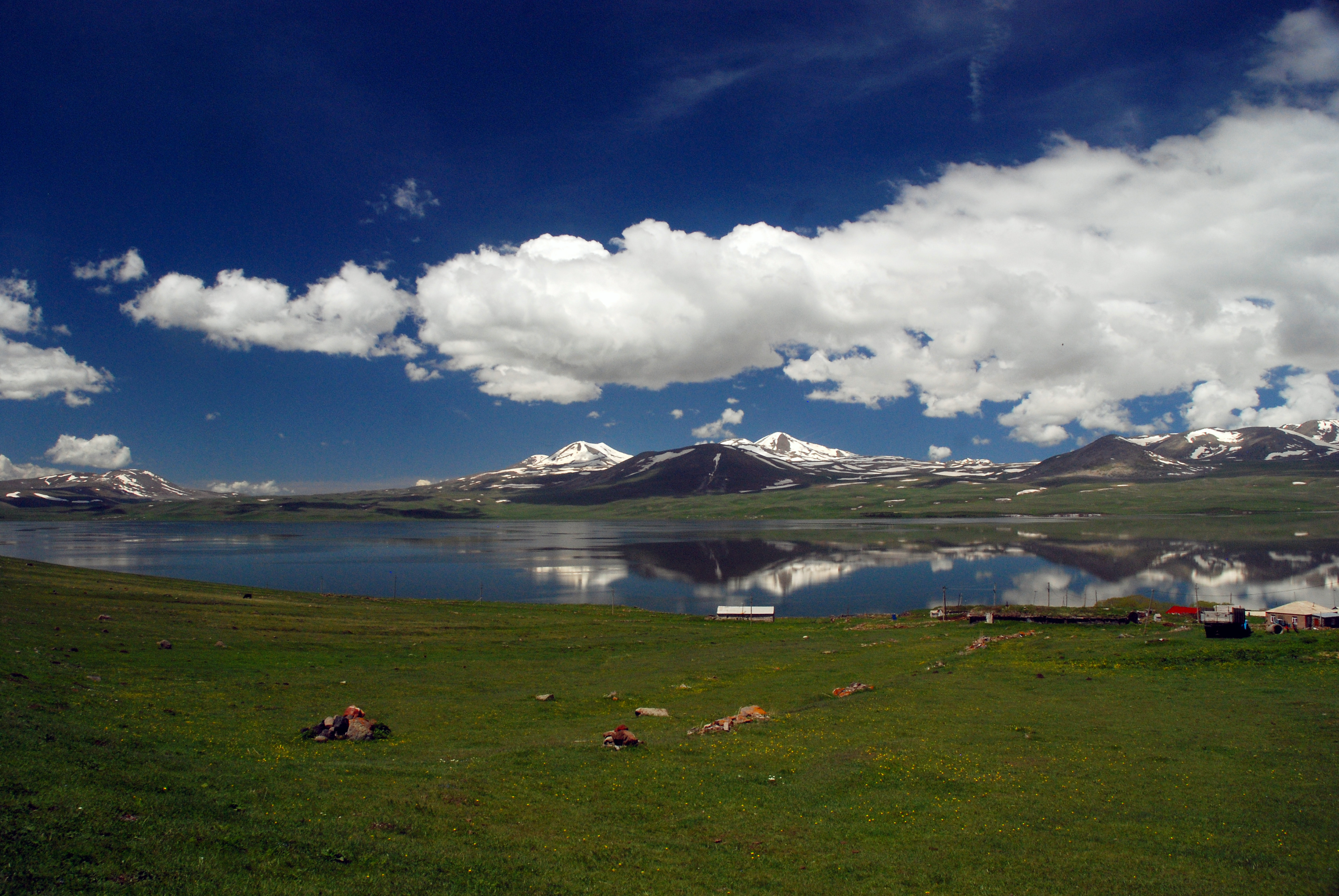
Paravanimeer, grootste meer van Georgië

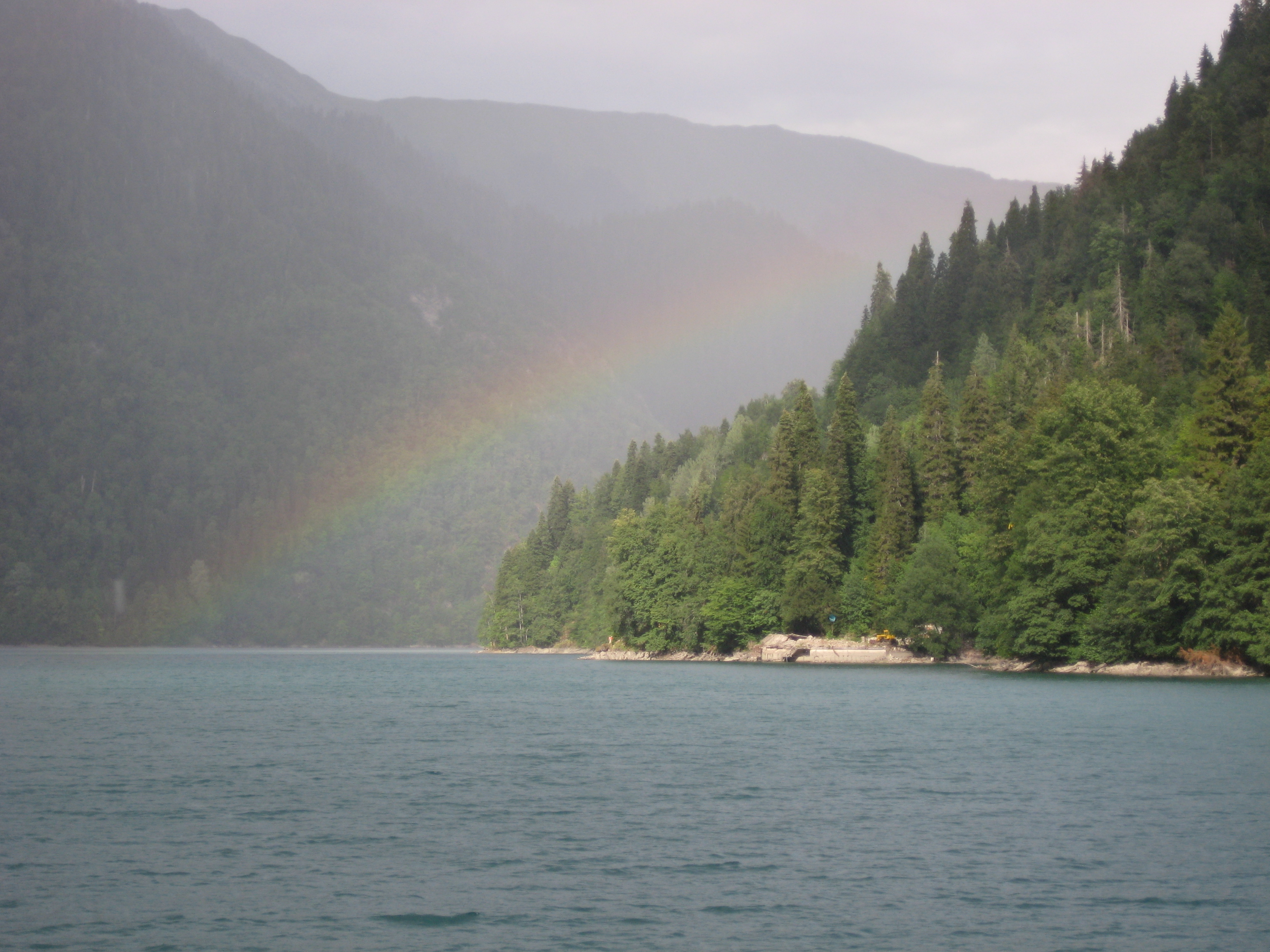
Ritsameer, ooit een toeristische trekpleister in Abchazië

Georgië kent geen grote natuurlijke meren. Door het sterk bergachtige landschap is er weinig gelegenheid tot de vorming daarvan. De grootste meren bevinden zich vooral in de zuidelijke regio Samtsche-Dzjavacheti, in het Dzjavacheti Hoogland waar op een hoogte rond de 2000 meter boven zeeniveau draslanden en alpiene meren te vinden zijn. Wel zijn er een aantal grotere stuwmeren, zoals Tbilisi Zee en de Zjinvali-, Iori-, Gali-, Tkiboeli- en Sjaori-stuwmeren. 
De 11 grootste natuurlijke meren van het land (zonder stuwmeren):
| Naam           | Oppervlakte (km²) | Max. diepte (m) | Hoogte boven zeeniveau (m) | Regio                  |
| -------------- | ----------------- | --------------- | -------------------------- | ---------------------- |
| Paravani       | 37,5              | 3,3             | 2073                       | Samtsche-Dzjavacheti   |
| Kartsachi      | 26,3              | 1,0             | 1799                       | Samtsche-Dzjavacheti   |
| Paliastomimeer | 18,2              | 3,2             | −0,3                       | Samegrelo-Zemo Svaneti |
| Tabatskoeri    | 14,2              | 40,2            | 1997                       | Samtsche-Dzjavacheti   |
| Chantsjali     | 13,3              | 0,7             | 1928                       | Samtsche-Dzjavacheti   |
| Dzjandari      | 10,6              | 7,2             | 291                        | Kvemo Kartli           |
| Madatapa       | 8,8               | 1,7             | 2108                       | Samtsche-Dzjavacheti   |
| Sagamo         | 4,8               | 2,3             | 1996                       | Samtsche-Dzjavacheti   |
| Ritsa          | 1,5               | 101,0           | 884                        | Abchazië               |
| Keli           | 1,3               | 63,0            | 2914                       | Mtscheta-Mtianeti      |
| Bazaleti       | 1,2               | 7,0             | 878                        | Mtscheta-Mtianeti      |

## Natuurreservaten
In Georgië zijn ongeveer honderd beschermde gebieden die vanwege hun natuurhistorische of cultuurhistorische waarde van groot belang worden geacht en daarom een beschermde status hebben gekregen. De totale oppervlakte van Georgische beschermde gebieden is 7983 km², wat 11,5 procent is van Georgië. Het oudste beschermde gebied is het natuurreservaat Lagodechi opgericht in 1912 toen Georgië deel uitmaakte van het Russisch Rijk.

## Milieu
Georgië kent veel milieuproblemen, een erfenis van de Sovjet-Unie, zoals:
- luchtvervuiling, vooral in en rondom Tbilisi en Roestavi;[7][8]
- watervervuiling, in de rivier Mtkvari en de Zwarte Zee;
- bodemverontreiniging door zware metalen en giftige chemicaliën.

Toch zijn er pogingen om de natuur in Georgië te beschermen. In samenwerking met het World Wide Fund for Nature werden enkele nationale parken opgezet, zoals het Nationaal park Bordzjomi-Charagaoeli (1995), het Nationaal park Kolcheti en het Natuurreservaat Goetonski.